# أوليفر توبياس
أوليفر توبياس (و. 1947  م) هو ممثل مسرحي، وممثل أفلام، وممثل تلفزي سويسري، ولد في زيورخ.

## وصلات خارجية
- أوليفر توبياس على موقع IMDb (الإنجليزية)
- أوليفر توبياس على موقع ألو سيني (الفرنسية)
- أوليفر توبياس على موقع ميوزك برينز (الإنجليزية)
- أوليفر توبياس على موقع أول موفي (الإنجليزية)
- أوليفر توبياس على موقع قاعدة بيانات الأفلام السويدية (السويدية)
- أوليفر توبياس على موقع ديسكوغز (الإنجليزية)
- أوليفر توبياس على موقع قاعدة بيانات الفيلم (الإنجليزية)
- أوليفر توبياس على موقع كينوبويسك (الروسية)